# Ана Цариградска
Ана Цариградска је мајка Јована Исповедника и хришћанска светитељка.

## Историја
Ана Цариградска је као сироче узета у кућу великаша у којој је одгајана и удата за његовог сина. Када је старац преминуо, родбина је тражила од његовог сина да се разведе због ниског друштвеног положаја своје супруге и да се ожени другом која би му по положају и богатству више доликовала, али он се бојао Бога и није хтео то да учини. Када је схватила шта се дешава, Ана Цариградска га је тајно оставила и побегла на далеко ненастањено острво, али је убрзо схватила да је трудна и ускоро је родила сина. На острву је живела тридесет година постећи и молити се. У хришћанској традицији се помиње да се тада на острво искрцао јеромонах који јој је крстио сина и назвао га Јован. Српска православна црква је слави 13. јуна по црквеном, а 26. јуна по грегоријанском календару.